# Gonting
Gonting is een bestuurslaag in het regentschap Mandailing Natal van de provincie Noord-Sumatra, Indonesië. Gonting telt 544 inwoners (volkstelling 2010).